# Pserimos
Pserimos (Grieks: Ψέριμος) is een Grieks eiland dat behoort tot de eilandengroep Dodekanesos in de Egeïsche Zee. Het ligt voor Turkse kust, tussen de eilanden Kalymnos en Kos. Het eiland hoort bij de gemeente Kalymnos. Er is een dagelijkse bootverbinding met Pothia, de hoofdstad van Kalymnos. Belangrijkste bron van inkomsten is het toerisme.
Ten westen van Pserimos ligt het kleinere eiland Plati.

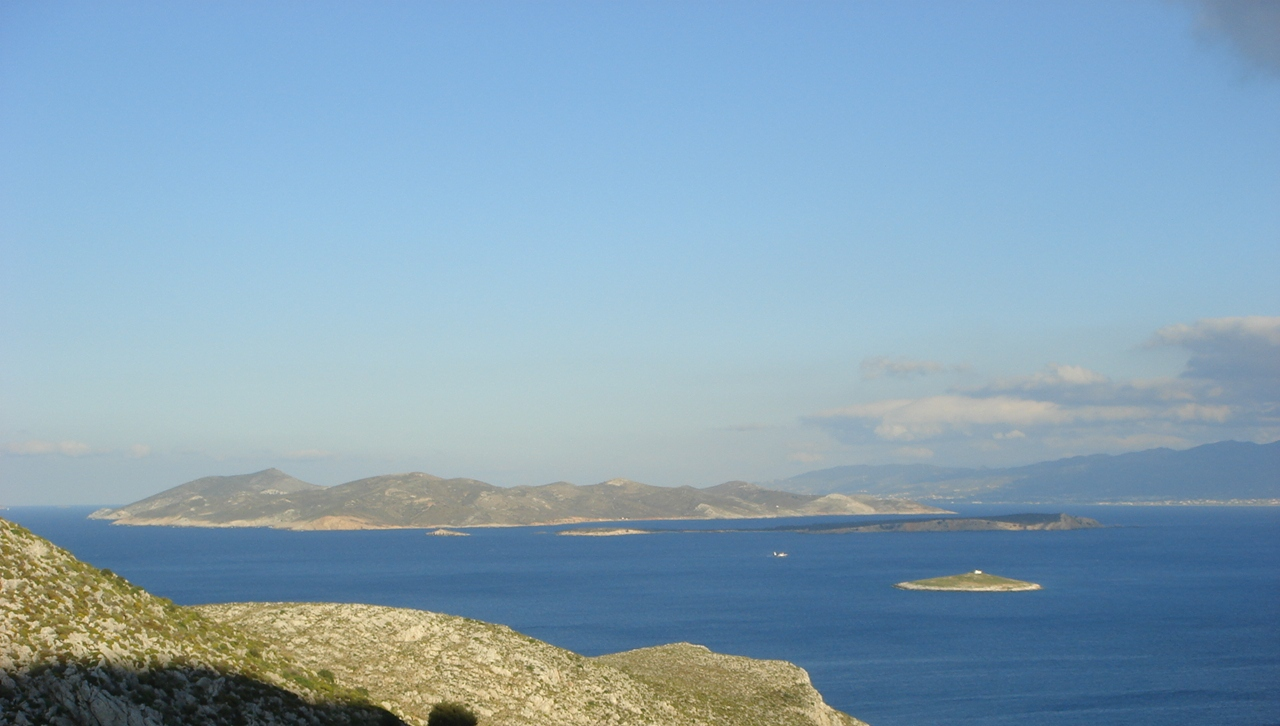
Pserimos